# Fernand Lelotte
Fernand Lelotte, né à Verviers (Belgique) le 15 mars 1902 et mort à Bruxelles le 7 mai 1979, était un prêtre jésuite belge, éducateur et écrivain. Animateur de congrégations mariales il créa une collection ‘Foyer Notre-Dame’ qui eut beaucoup de succès auprès de la jeunesse.  

## Biographie
Né le 15 mars 1902 à Verviers, en Belgique, le jeune Fernand entre dans la Compagnie de Jésus le 23 septembre 1921 et fait son noviciat à Arlon.  A la fin de sa formation spirituelle et académique il est ordonné prêtre à Louvain le 24 août 1933 et fait sa profession religieuse solennelle au collège Saint-Michel, à Bruxelles le 2 février 1936. 
Excellent éducateur et proche de la jeunesse il est le directeur des congrégations mariales en Belgique et fonde à ce titre le magazine de poche Foyer-Notre-Dame pour promouvoir l’union à Dieu et la prière parmi ses membres. Le style simple du magazine avec courts témoignages, citations de maîtres spirituels chrétiens, anecdotes inspirantes donne au petit magazine un franc succès auprès des jeunes. 
Toujours attentif aux besoins religieux de la jeunesse Lelotte publie également des pamphlets sur des questions sociales, religieuses et éthiques agitant l’Europe chrétienne de l’Après-guerre. Une série particulière de pamphlets, celle des ‘Convertis du XXe siècle’ a un succès tel que l’ensemble est republié plus tard en quatre volumes.  
Pendant une dizaine d’années, le père Lelotte visite plusieurs pays d’Europe de l’Est alors sous contrôle totalitaire communiste (Pologne, Yougoslavie et Hongrie), donnant des conférences avec l’aide d’interprètes, non seulement dans des séminaires, mais aussi à des groupes universitaires. Plus tard, il maintiendra ces contacts avec les prêtres et les laïcs, les aidant à vivre leur foi chrétienne sous un régime ouvertement anti-religieux. 
En 1947, le père Lelotte publie son œuvre majeure La solution au problème de la vie’. Le livre est bientôt traduit en une quinzaine de langues, dont le russe. Cette édition russe, bien que circulant clandestinement, a un succès tel que les autorités soviétiques en sont irritées et estiment nécessaire de réagir par un long article dans le journal officiel de la jeunesse communiste, Komsomolskaïa Pravda (mars 1960) où l’auteur tente de réfuter «le moine Lelotte qui a l’intention de réconcilier science et religion». Une autre attaque parait dans le magazine communiste molodoj Kommunist (en 1961), et une troisième, intitulée "Nauka i Religija" (Science et Religion), dans le grand quotidien officiel soviétique, la Pravda (en mars 1963). Enfin, un universitaire du nom de Osipov fut chargé de s’opposer au livre dans un ouvrage de 280 pages qui fut imprimé à 100 000 exemplaires…
Le  père Fernand Lelotte meurt à Bruxelles le 7 mai 1979.

## Écrits
- Prières à Notre-Dame, Bruxelles, 1937.
- Pour réaliser l'Action Catholique, Tournai, 1938.
- Pour mieux se confesser, Bruxelles, 1945.
- Étoile du matin, Bruxelles, 1946.
- La Solution au problème de la vie, Tournai, 1947, traduit en quinze langues.
- Rabboni, livre de prières pour jeunes, Bruxelles, 1949.
- Convertis du XXe siècle, Bruxelles, 1951.